# Мишинець-Корита
Мишинець-Корита (пол. Myszyniec-Koryta) — село в Польщі, у гміні Мишинець Остроленцького повіту Мазовецького воєводства.
Населення — 292 особи (2011).
У 1975-1998 роках село належало до Остроленцького воєводства.

## Демографія
Демографічна структура станом на 31 березня 2011 року:
|          | Загалом | Допрацездатний вік | Працездатний вік | Постпрацездатний вік |
| -------- | ------- | ------------------ | ---------------- | -------------------- |
| Чоловіки | 150     | 44                 | 91               | 15                   |
| Жінки    | 142     | 39                 | 71               | 32                   |
| Разом    | 292     | 83                 | 162              | 47                   |